# Битва при Мегиддо (1918)

Rolls Royce в боевых действиях при Мегиддо, 1918 год.

Битва при Мегиддо (тур. Megiddo Muharebesi, англ. Battle of Megiddo) — сражение Первой мировой войны, состоявшееся 19 сентября — 1 ноября 1918 года в северной части Палестины. В англоязычных источниках также известно под названием «Армагеддонская битва». В турецкоязычных источниках эта операция известна под названиями «Nablus Hezimeti» (Разгром в Наблусе) и «Nablus Yarması» (Прорыв в Наблусе) или «Битва при Наблусе». В советской историографии также известна как Палестинская операция.
Союзный египетский экспедиционный корпус, состоявший в основном из британских, индийских, австралийских и новозеландских войск, с небольшими французскими и армянскими контингентами, перешли в наступление против османской группы армий «Йылдырым» (в которой имелись немецкие подразделения) после нескольких месяцев подготовки. Часть османских позиций были захвачены после пехотной атаки, которая была проведена после тяжёлого артиллерийского обстрела. Индийские и австралийские подразделения прорвали позиции османских войск и захватили узлы связи в глубине османской обороны. Британские и австралийские самолёты парализовали работу штаба турецких войск, что предотвратило попытки османских войск выйти из окружения. Как только основные силы османских войск были ликвидированы, конные войска Антанты и арабские повстанцы достигли Дамаска, что привело к окончанию боевых действий на фронте.
Генерал Эдмунд Алленби, британский командующий египетских экспедиционных сил, удостоился звания первого виконта Алленби Мегиддо. Его деятельность во время этой операции способствовала низким потерям (в отличие от многих наступлений во время Первой мировой войны) и была высоко оценена в нескольких работах военных историков. Алленби полагался на дезинформацию и неожиданность при наступлении и массово использовал кавалерию и авиацию (редкое сочетание взаимодействия этих родов войск во время Первой мировой войны). Он также задействовал иррегулярные части арабских повстанцев, несмотря на различие политических целей.

## Прелюдия

### План Алленби
Алленби намеревался прорваться с запада от османской линии фронта, где местность была более благоприятной для кавалерийских операций. Его кавалеристы должны пройти через разрыв, захватить цели глубоко в тылу турок и изолировать их седьмую и восьмую армии. В качестве предварительного шага арабская северная армия нападает на железнодорожный узел в Даръа 16 сентября, чтобы прервать османские линии связи и отвлечь штаб групп армий Йылдырима. Два дивизиона 20 корпуса под командованием генерал-лейтенанта Филиппа Четвуда в ночь на 18 сентября совершают нападение на Иудейских холмах, отчасти для дальнейшего отвлечения внимания штаба османской армии на сектор долины Иордании и отчасти для обеспечения позиций, с которых их линия отступления через р. Иордан может быть заблокирована. После того как было начато основное наступление 21-го корпуса и Корпуса Пустыни, 20 корпус должен был блокировать путь отступления османских войск от Наблуса до переправы через р.Иордан в Джиср-эд-Дамие и, если возможно, захватить штаб османской седьмой армии в Наблусе.
Основной прорыв должен был быть достигнут на побережье 19 сентября четырьмя пехотными дивизиями 21 корпуса под командованием генерал-лейтенанта Эдварда Балфина, объединёнными на фронте шириной 13 км. Пятая дивизия 21 корпуса (54-е) должна была провести вспомогательную атаку на 8 км в глубь основного фронта. Как только прорыв будет достигнут, корпус с дополнительной 5-й бригадой лёгкой кавалерии продвигался, чтобы захватить штаб восьмой османской армии в Туль-Карме и боковую железнодорожную линию, по которой снабжалась седьмая и восьмая османские армии, включая важный железнодорожный узел Мессудии.
Стратегический шаг должен был сделать Корпус Пустыни под командованием генерал-лейтенанта Гарри Чаувеля. Его три дивизии были дислоцированы за тремя самыми западными пехотными дивизиями 21 корпуса. Как только 21 корпус прорывает османскую оборону, они должны были отправиться на север, чтобы добраться до перевала через Кармельский хребет, прежде чем османские войска перехватят их, и пройти через хребет для того, чтобы захватить коммуникационные центры (Аль-)Афулу и Бейсана ( Бейт-Шеан ). Эти два коммуникационных центра находились в 97-километровом радиусе действий стратегической кавалерии. Этот радиус — расстояние, которое кавалерия может пройти без отдыха и пополнения запасов воды и корма для лошадей. Если бы были захвачены линии связи османских войск к западу от Иордана, то были бы отрезаны все пути отступления.
Наконец, отряд, состоящий из Конной дивизии Анзак, 20-й индийской пехотной бригады, двух батальонов Британского Вест-Индского полка и двух батальонов еврейских добровольцев в корпусе королевских стрелков, насчитывающих 11 000 человек, под командованием майора Эдварда Чейтора и известный как войско Чейтора, должно было захватить мост Джиср Эд-Дами и форты в клещи. Эта важная линия связи между османскими армиями на западном берегу Иордана с четвёртой османской армией в Эс-Солте потребовалась Алленби прежде, чем Чейтор смог бы приступить к захвату Эс-Солта и Аммана.

#### Отвлекающие манёвры Антанты
Секретность была неотъемлемой частью, так же, как это было в битве при Беэр-Шеве в предыдущем году. Алленби опасался, что османы могут помешать подготовке к нападению, сделав вывод на основе ситуации в прибрежном секторе. Поэтому активные усилия были направлены на то, чтобы убедить турок: следующая атака Антанты будет совершена в долине реки Иордан. Все перемещения войск и транспортных средств на запад из долины реки Иордан в направлении побережья Средиземного моря проводились ночью, в то время как все движения на восток совершались в дневное время. Отдельная конная дивизия Анзака в долине реки Иордан имитировала деятельность целого корпуса. Войска днём доходили до долины и тайно возвращались грузовиками по ночам, чтобы повторить этот процесс на следующий день. Транспортные средства или мулы тащили бороны по следу, чтобы поднять тучи пыли, имитируя перемещения войск. Были построены манекены и конные линии, а штаб экспедиционной армии демонстративно разместили в иерусалимском отеле.
В то же время второй (британский) батальон императорского корпуса на верблюдах присоединился к арабским нерегулярным рейдам к востоку от Иордана. Сначала они захватили и уничтожили железнодорожную станцию в Мудаваре, окончательно отрезав хиджазскую железную дорогу, а затем организовали дезинформацию вблизи Аммана, разбрасывая консервные банки из-под солонины и документы в качестве доказательства своего присутствия. Лоуренс послал агентов, чтобы открыто скупать огромное количество корма в том же районе. Как последний штрих, британские газеты были заполнены сообщениями о гонке, которая должна состояться 19 сентября, в день, когда должно было начаться нападение.
Обман Алленби не вынуждал Отто Лимана концентрировать свои силы против фланга на реке Иордан. Аленби, тем не менее, мог сконцентрировать силы, превосходящие османский 22-й корпус как пять к одному в пехоте и даже больше в артиллерии на средиземноморском фланге. Основная атака не должна была быть обнаружена османами. Раньше в том же году (9 июня) подразделения 7-й (Мерат) дивизии захватили два холма внутри страны, лишив османов двух важных наблюдательных пунктов с обзором на союзный плацдарм к северу от Нахр-эль-Аудж (река Яркон). Кроме того, королевские инженеры создали школу мостостроителей в районе Нахр-аль-Аудж (р. Яркон) немного раньше в том же году, поэтому внезапное появление нескольких мостов через неё накануне штурма не вызвало тревоги у османских наблюдателей.

#### Воздушное преимущество Антанты
Эти отвлекающие манёвры не могли быть успешными без сил Антанты, бесспорно обладающих превосходством в воздухе к западу от Иордана. Эскадроны королевских ВВС и австралийского летательного корпуса превосходили численностью отряды османской и немецкой авиации в Палестине. В течение нескольких недель до сентябрьского нападения активность авиации противника заметно снизилась. Хотя за одну неделю в июне вражеские самолёты 100 раз пересекали британские линии фронта, главным образом ведя молниеносные атаки с последующим отходом и летая на высотах 4900-5500 м, в последнюю неделю августа число вылетов упало до 18 и в течение трёх следующих недель сентября сократилось до четырёх самолётов противника. За 18 дней до начала боя было замечено только два или три немецких самолёта. В конце концов, османский и немецкий разведывательные самолёты не могли даже взлететь без столкновения с британскими или австралийскими, поэтому они не могли бы обнаружить хитрость Алленби и определять истинную концентрацию союзников, которые скрывались в апельсиновых рощах и плантациях.

### Дислокация турецких войск
Под управлением группы армией Йылдырыма с запада на восток были: восьмая армия (Джевад-паша), которая держала фронт от побережья Средиземного моря до Иудейских холмов с пятью дивизиями (одна из которых недавно прибыла в Эт-Тир, в нескольких милях от фронтовые линии), кавалерийская дивизия и немецкий отряд «Паша II», эквивалентный полку; седьмая армия (Мустафа Кемаль-паша), которая держала фронт в Иудейских горах до реки Иордан с четырьмя дивизиями и немецким полком; и четвёртая армия (Джемаль Мерсинли-паша), которая была разделена на две группы.
Хотя османы довольно точно оценили общую силу союзников, Отто Лиману не хватило сноровки для планирования и управления союзниками, и он был вынужден равномерно распределять войска по всей длине своего фронта. Более того, почти вся его боевая сила была на переднем крае. Единственными оперативными резервами армий были два немецких полка и две недостаточно спаянные кавалерийские дивизии. Глубже не было никаких стратегических резервов, кроме некоторых «полков спецназа», не организованных как боевые подразделения, а также рассеянных гарнизонов и линий связи.
После четырёхлетней войны большинство османских подразделений были недостаточно развиты и деморализованы дезертирством, болезнями и нехваткой снабжения (хотя снабжение в Дамаске было достаточным, когда 1 октября 1918 года туда прибыл пустынный конный корпус. Можно было найти пищу и корм для трёх кавалерийские дивизии, 20 000 человек и лошадей, "не лишая жителей необходимой пищи"). Тем не менее Лиман полагался на решительность турецкой пехоты и силу своих фронтовых укреплений. Хотя количество артиллерийских орудий и особенно пулемётов среди защитников было необычайно высоким, на османских линиях были только узкие районы колючей проволоки по сравнению с их количеством на Западном фронте, а Отто Лиман не смог учесть улучшение тактических методов британцев в наступательных действиях с участием неожиданной и короткой, но точной артподготовки, основанной на воздушной разведке.

## Сражение

### Начало
16 сентября 1918 года арабы под руководством Т.Э. Лоуренса и Нури ас-Саида разрушили железную дорогу вокруг жизненно важного железнодорожного узла Даръа, на стыке железной дороги Хиджаза, которая обеспечивала Османскую армию в Аммане, и Палестинской железной дороги, которая обеспечивала Османские войска в Палестине. Первоначальные силы Лоуренса (подразделение верблюжьего корпуса из армии Фейсала, подразделение египетского верблюжьего корпуса, несколько пулемётчиков гурхов, британские и австралийские бронированные машины и французская горная артиллерия) вскоре были объединены с силами (до 3000 бойцов) бедуинских племён Рувейлла и Ховейтат под началом Ауды абу-Тайи и Нури эш-Шаалана. Хотя у Лоуренса был приказ от Алленби только разрушить связь вокруг Даръа на неделю. Несмотря на то, что Лоуренс не предполагал серьёзного восстания, имевшего место в этом районе, большее число местных общин спонтанно взялось за оружие против турок.
Как только турки отправили гарнизон к Аль-Афуле, чтобы укрепить Даръу,  подразделения корпуса Четдода совершили нападения на холмах около р. Иордан 17 и 18 сентября. 53-й дивизион попытался захватить территорию, контролируя систему дорог за линией османского фронта. Некоторые цели были захвачены, но укрепление, известное британцам как «Нэрн-Ридж», удерживалось османами до вечера 19 сентября. Как только оно будет захвачено, можно будет соединить всю дорожную сеть со вновь захваченной территорией.
В последнюю минуту индийский дезертир предупредил турок о предстоящей генеральной атаке. Рефет Бей, командующий Османским XXII корпусом на правом фланге Восьмой армии, хотел атаковать, чтобы предотвратить нападение, но его командир Джевад Паша, командующий Османской восьмой армией, и Отто Лиман (которые боялись, что дезертир сам был частью плана дезинформации) запретили ему это делать.
В 01:00 19 сентября тяжёлый бомбардировщик Handley Page Type O палестинской бригады королевского лётного корпуса сбросил все 16 бомб весом 112 фунтов (51 кг)  на главную телефонную и железнодорожную станции Аль-Афулы. Это отрезало связь между штаб-квартирой Отто Лимана в Назарете и Османскими седьмой и восьмой армиями, на протяжении следующих жизненно важных двух дней парализовав османское командование. Самолёты Airco DH.9 144-й эскадрильи также бомбили телефонную станцию и железнодорожную станцию в Эль-Афуле, железнодорожный узел Мессудие и штаб-квартиру османской седьмой армии и телефонную станцию в Наблусе.

### Прорыв османской линии фронта
В 4:30 началась основная атака Аленби, совершённая XXI корпусом. Заградительный огонь 385 орудий (полевая артиллерия пяти дивизий, пять батарей 60-фунтовых орудий, тринадцать осадных батарей средних гаубиц и семь батарей Королевской конной артиллерии), 60 траншейных миномётов и двух эсминцев у берегов на фронтовых позициях османской 7-й армии и 20-й дивизии, защищающих Нахр-эль-Фалик. Когда первая бомбардировка превратилась в «подъёмный» заградительный огонь к 4:50 утра, британская и индийская пехота продвинулись и быстро прорвали османскую линию фронта. В течение нескольких часов Пустынный конный корпус двигался на север вдоль побережья, и никакие османские резервы не могли остановить их.
К 10 часам утра если бы вражеский наблюдательный самолёт пролетел над Сароновской равниной, его бы пилот увидел бы замечательный вид — девяносто четыре эскадрона, расположенные очень широко и очень глубоко, спешащие с решающей  миссией — миссией, о которой мечтали все солдаты кавалерии, но в которой немногие могли принять участие.
Дневник подполковника-кавалериста Рекса Осборна.
По словам Вудворда, «концентрация, неожиданность и скорость были ключевыми элементами в блицкриге, запланированной Алленби». К концу первого дня битвы подразделение британского XXI корпуса (60-я дивизия) на левом фланге достигло Тулькарм, а остатки османской восьмой армии беспорядочно отступали под воздушными ударами самолётов-истребителей Bristol F.2 Fighter австралийской эскадрильи № 1 через теснину в Мессудии и холмы на восток, прикрываясь несколькими спешно организованными арьергардами. Джевад-паша, командующий армией, бежал, а Мустафа Кемаль-паша в штабе седьмой армии не смог восстановить контроль над войсками Восьмой армии.
В течение дня RAF (королевский лётный корпус) мешал любому из немецких самолётов, базирующихся в Дженине, взлететь и вмешаться в британские наземные операции. Пары из двух самолётов S.E.5s из 111-й и 145-й эскадрильи, вооружённые бомбами, 19 сентября совершили облёт немецкого аэродрома в Дженине. Всякий раз, когда они замечали какое-то движение на земле, они бомбили аэродром. Каждая пара самолётов бомбила каждые два часа, напоследок обстреливая немецкие ангары.

### Более поздние операции вокруг Даръа
Немецкие и турецкие самолёты продолжали действовать из Даръа, тревожа арабские нерегулярные силы и повстанцев, которые всё ещё продолжали нападать на железные дороги и изолированные оттоманские отряды в городе. По настоянию Лоуренса британские самолёты начали взлетать с самодельных посадочных полос в Ум-эль-Сурабе начиная с 22 сентября. Три самолёта F.2 Fighters сбили несколько немецких самолётов. Handley Page 0/400 переправлял топливо, боеприпасы и запасные части для бойцов и два самолёта Airco DH.9, и сам разбомбил аэродром в Даръе рано 23 сентября и неподалёку от Мафрака на следующую ночь.